# Сосновка (Кормиловский район)
Сосновка — деревня в Кормиловском районе Омской области России. В составе Некрасовского сельского поселения.

## История
Основана в 1923 г. В 1928 г. выселок Сосновка состоял из 38 хозяйств, основное население — украинцы. Центр Сосновского сельсовета Корниловского района Омского округа Сибирского края.

## Население
| 2010 |
| ---- |
| 521  |